# Rustee Allen
Rustee (eller Rusty) Allen, född 13 mars 1953 i Monroe, Louisiana, USA är en amerikansk musiker, mest känd för sin insats som basist i det inflytelserika funkbandet Sly and the Family Stone mellan åren 1972 och 1975. Allen ersatte den ursprungliga Family Stone-basisten Larry Graham, som lämnade bandet för att starta sitt eget, Graham Central Station.